# Ronnie Brown (cầu thủ bóng đá)
Ronald E. "Ronnie" Brown (sinh ngày 26 tháng 12 năm 1944) là một cầu thủ bóng đá người Anh đã giải nghệ thi đấu cho Blackpool, Plymouth Argyle và Bradford City. Ông sinh ra ở Sunderland.
After retiring from playing, he moved into management, beginning với Peterhead.